# Луніна Діана Вадимівна
Діана Вадимівна Луніна (нар. 28 жовтня 1992) — українська пляжна волейболістка. Переможниця національної першості і учасниця трьох чемпіонатів Європи.

## Із біографії
У 2016 році закінчила Національний університет фізичного виховання і спорту України.
У 2013—2022 роках її партнерками були  Світлана Бабуріна, Інна Махно, Милослава Безпаько, Марина Самодай, Анастасія Лисенко, Катерина Коваленко і Валентина Давідова.
З січня 2023 року почала виступати за СК «Прометей» (Кам'янське). Разом з нею до клубу перейшли тренери Василь і Любов Букіна, а новою партнеркою стала чемпіонка світу і Європи серед юніорів Тетяна Лазаренко. 
У травні зіграли у фіналі етапу Світового туру, що проходив у Мадриді з іспанським дуетом Ліліана Фернандес — Паула Соріа. 12 червня стали переможцями етапу світового туру в швейцарському Шпіці. У фіналі перемогли команду з Чехії (Міхаела Брінкова та Карін Золнерчікова).
У червні 2024 року, разом з Інною Махно виступала за збірну України в Кубку націй Європейської конфедерації волейболу (країна-переможець цього турніру отримувала останню путівку на Олімпійські ігри в Парижі від Європи). У групі D перемогли пару з Литви і поступилися спортсменкам Латвії, а в наступний раунд українки пройшли завдяки двом виграшам дуету Тетяна Лазаренко — Марина Гладун. У чвертьфіналі обидві українські пари поступилися австрійським волейболісткам.

## Досягнення
- Чемпіонка України (1): 2018 (з Мариною Самодай)
- Володар кубка України (2): 2019 (з Мариною Самодай), 2021 (з Валентиною Давідовою)

## Статистика
Статистика виступів на чемпіонатах Європи з пляжного волейболу:
| Турнір                | Партнерка          | Раунд   | Рахунок | Суперниці                              |
| --------------------- | ------------------ | ------- | ------- | -------------------------------------- |
| чемпіонат Європи 2019 | Марина Самодай     | група H | 1 - 2   | Надія Макрогузова — Світлана Холоміна  |
| чемпіонат Європи 2019 | Марина Самодай     | група H | 0 - 2   | Ліліана Фернандес — Ельса Бакерісо     |
| чемпіонат Європи 2019 | Марина Самодай     | група H | 0 - 2   | Ангела Лобато — Амаранта Фернандес     |
| чемпіонат Європи 2021 | Валентина Давідова | група H | 0 - 2   | Інна Махно — Ірина Махно               |
| чемпіонат Європи 2021 | Валентина Давідова | група H | 0 - 2   | Міхала Квапілова — Мартіна Вільямс     |
| чемпіонат Європи 2022 | Валентина Давідова | група Е | 0 - 2   | Есмє Бебнер — Зоя Верже-Депре          |
| чемпіонат Європи 2022 | Валентина Давідова | група Е | 1 - 2   | Єва Думбаускайте — Герда Грудзінскайте |